# Kei Yamaguchi
Kei Yamaguchi (山口 慶 Yamaguchi Kei?), född 11 juni 1983, är en japansk tidigare fotbollsspelare.
I november 2003 blev han uttagen i Japans trupp till U20-världsmästerskapet 2003.